# ناحیه مشدا الله
ناحیه مشدا الله (به عربی: دائرة مشدا الله) یک ناحیه در الجزایر است که در استان بویره واقع شده‌است.